# 名妓連 京
名妓連 京 （めいぎれん けい、1993年8月3日 - ）は、愛知県名古屋市に存在する名妓連組合に所属する芸妓。

## 人物
愛知県名古屋市生まれ。名古屋国際中学校・高等学校に進学。学生時代はディベート部、柔道部に所属。柔道部では主将を務める。柔道2段。卒業後、愛知淑徳大学ビジネス学部に入学するもすぐに休学（後に退学）。名妓連組合に入る。

## 経歴
- 2012年
  - 10月：名妓連組合の見習い
- 2013年
  - 1月7日：京（けい）とし見出し
- 2016年
  - 7月11日：姉芸妓の店「花」を引き継ぎ「京」に名を改め愛知県名古屋市中区錦に会員制ラウンジをオープン
- 2017年
  - 12月11日：自身のラウンジ京にて断髪式
  - 12月12日：愛知県名古屋市にある料亭「か茂免」にてお披露目会を開催。ご贔屓ら全国から70名以上が出席。名古屋で大規模な襟替え（英語版）を行うのは今回が初めて。